# 约瑟夫·苏克 (小提琴家)

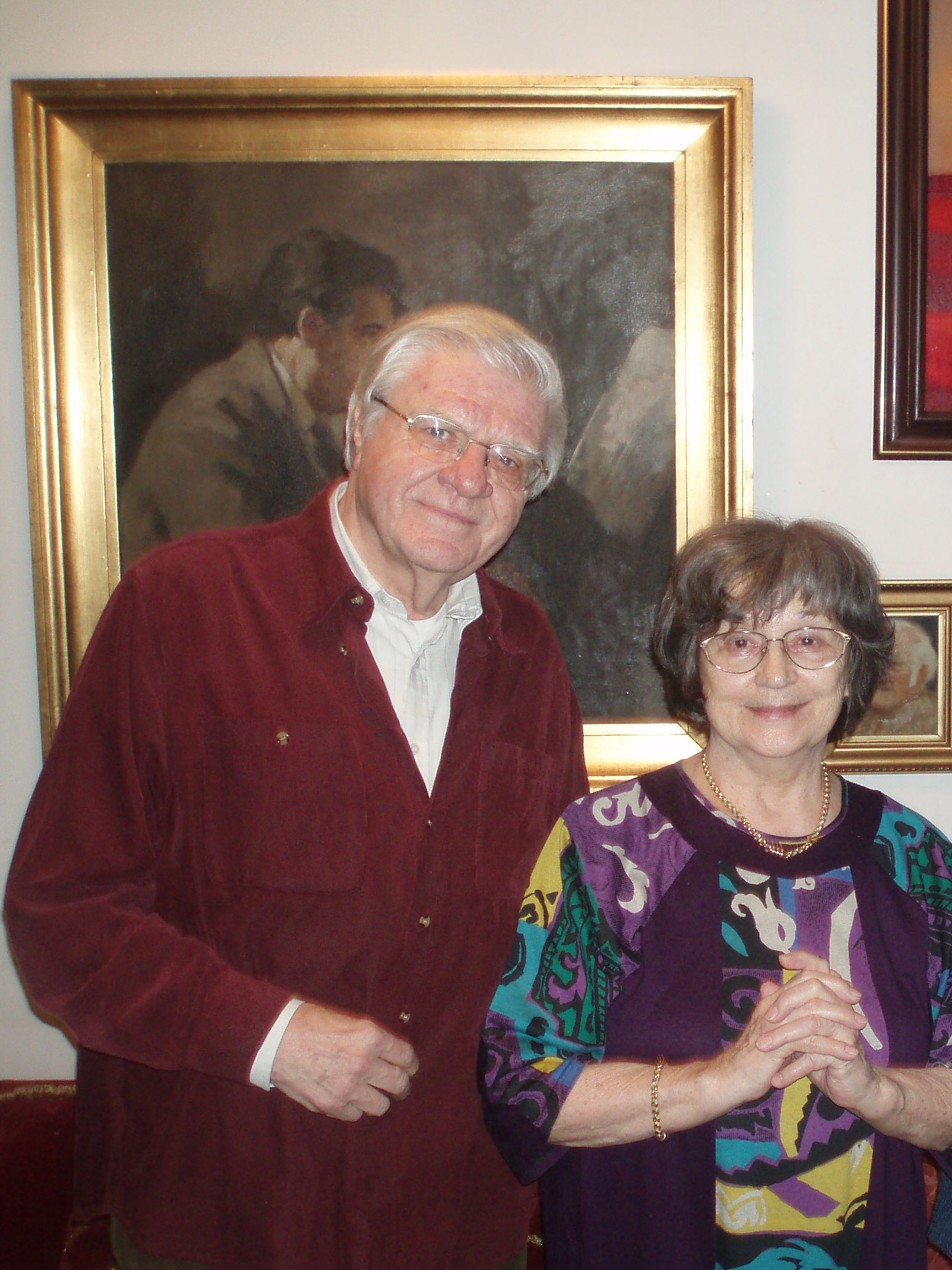
约瑟夫·苏克和妻子（2007年）

约瑟夫·苏克（捷克語：Josef Suk，1929年8月8日—2011年7月7日），捷克小提琴家，作曲家约瑟夫·苏克的孙子，也是作曲家安东宁·德沃夏克的外曾孙。

## 生平
约瑟夫·苏克天赋异禀，1940年便作为神童登台演出，曾就读布拉格音乐学院，师从小提琴教育家亚罗斯拉夫·科奇安。1951年，苏克先后组建了“ 布拉格四重奏”和“苏克三重奏”，1954年起开始担当独奏，偶尔也担任指挥。 
1960年代时，苏克曾使用瓦萨·普利荷达拉过的斯特拉迪瓦里名琴“坎波塞利切”（Camposelice）。 
作为杰出的室内乐音乐家，苏克演绎了舒伯特、贝多芬、德沃夏克、勃拉姆斯、柏辽兹等人的作品，常和他合作的有朱利叶斯·卡钦、亚诺什·斯塔克等人。1974年，苏克曾为卢奇诺·维斯孔蒂的电影《家族的肖像》配乐。 